# Соломін Віталій Мефодійович
Віталій Мефодійович Соломін (рос. Вита́лий Мефо́дьевич Соло́мин; 12 грудня 1941, Чита, РРФСР, СРСР — 27 травня 2002, Москва, Росія) — радянський і російський актор  та режисер театру і кіно. Заслужений артист РРФСР (1974). Народний артист РРФСР (1992, за великі заслуги у галузі театрального мистецтва). Лауреат Національної телевізійної премії «ТЕФІ» за 2004 рік (посмертно).
Молодший брат актора і режисера театру і кіно, Народного артиста СРСР Ю. М. Соломіна.

## Біографічні відомості
Закінчив Вище театральне училище імені М. С. Щепкіна (1963, майстерня М.О. Анненкова). Однокурсниками майбутнього актора були Олег Даль, Михайло Кононов та Віктор Павлов. Починаючи з другого курсу, Соломін брав участь у виставах Державного академічного Малого театру, а після закінчення училища був прийнятий до трупи цього театру, де за довгі роки виконав більше 30 центральних ролей як сучасного, так і класичного репертуару. Багато робіт Віталія Соломіна увійшли до золотого фонду театрального мистецтва ще за життя майстра.
У вересні 1986 року актор перейшов до Театру імені Моссовєта, де грав у виставі Г. Тростянецького за п'єсою В. Астаф'єва «Сумний детектив». У грудні 1988-го він повернувся до Малого театру, поставив спектакль «Дикунка» О. М. Островського (1991), зігравши у ній Ашметьєва. 1997 року поставив мюзикл О. Колкера за однойменною п'єсою О.В. Сухово-Кобиліна «Весілля Кречинського». Як режисер В. Соломін поставив ще у Малому театрі спектаклі «Мій улюблений клоун» (1983, за В. Ліванова), «Живий труп» (1985, Л.М. Толстого), «Іванов» (2001, А.П. Чехова). У кожній із своїх п'яти постановок він виконував головні ролі. 
1989 року поставив спектакль «Пастка для самотнього чоловіка» в експериментальному театрі «Детектив». Також, Соломін поставив низку антрепризних спектаклів. Серед них — «Сірена і Вікторія» О. Галина, «Біографія» М. Фріша, «Мишоловка» А. Крісті. 
Майстер пробував себе і в кінорежисурі — на його рахунку художній фільм «Полювання» за участю Аліси Фрейндліх, Василя Ліванова, Олександра Лазарєва-ст. та ін. 
У кіно знімався з 1963 р. (фільми: «Жінки», «Старша сестра» (1966), «Сибіріада» (1978), «Пригоди Шерлока Холмса і доктора Ватсона» (1979—1986, т/с, доктор Ватсон), «Зимова вишня» та ін.). Грав в фільмі кіностудії ім. О. Довженка «Повернення з орбіти» (1983, інженер В'ячеслав Мухін). Яскравий різнохарактерний актор.
Крім роботи в театрі, кіно та на телебаченні, участі в антрепризах та записів на радіо, майстер займався викладацькою діяльністю — вів курс у ВДІКу, який осиротів після смерті Анатолія Ромашина. Серед учнів педагога Соломіна — популярна акторка Анна Снаткіна.
Помер 27 травня 2002 року в Москві на 61-му році життя після інсульу та тривалого перебування в комі.

## Акторські роботи на сцені Малого театру
(російською)
- 1963 — Роберт, «Нас где-то ждут» А. Арбузова
- 1963 — Пётр, «Иванов» А.П. Чехова
- 1964 — Мистер Беркли, «Веер леди Уиндермиер» О. Уайльда
- 1964 — Каули, «Человек из Стратфорда» С. Алёшина
- 1965 — Чино, «Украли консула!» Г. Мдивани
- 1965 — сын Крюгера, «Герой Фатерланда» Л. Кручковского
- 1965 — Зимин, «Дачники» М. Горького
- 1966 — Грант, «Человек бросает якорь» И. Касумова
- 1966 — Борис, Ермаков в молодости, «Твой дядя Миша» Г. Мдивани
- 1967 — Диего, «Джон Рид» Е. Симонова
- 1967 — Боб, Комментатор, «Дипломат» С. Алёшина
- 1968 — Мишка, «Ревизор» Н.В. Гоголя
- 1969 — Буков, «Золотое руно» А. Гуляшки
- 1970 — Василий Курбатов, «Эмигранты» А. Софронова
- 1971 — Нелькин, «Свадьба Кречинского» А.В. Сухово-Кобылина
- 1971 — Музыкант, «Умные вещи» С.Я. Маршака
- 1973 — Ипполит, «Не всё коту масленица» А.Н. Островского
- 1974 — Куликов, «Летние прогулки» А. Салынского
- 1975 — Чацкий, «Горе от ума» А.С. Грибоедова
- 1977 — Фиеско, «Заговор Фиеско в Генуе» Ф. Шиллера
- 1977 — Швандя, «Любовь Яровая» К. Тренёва
- 1978 — Франкёр, «Мамуре» Ж. Сармана
- 1982 — Хлестаков, «Ревизор» Н.В. Гоголя
- 1983 — Сергей Синицин, «Мой любимый клоун» В. Ливанова
- 1985 — Протасов, «Живой труп» Л.Н. Толстого
- 1989 — Лоренс Шеннон, «Ночь игуаны» Т. Уильямса
- 1990 — Ашметьев, «Дикарка» А.Н.Островского и Н.Я. Соловьёва
- 1993 — Астров, «Дядя Ваня» А.П. Чехова
- 1997 — Кречинский, «Свадьба Кречинского» мюзикл А. Колкера по мотивам пьесы А.В. Сухово-Кобылина
- 2001 — Иванов, «Иванов» А.П. Чехова

## Режисерські роботи на сцені Малого театру
(російською)
- 1968 — «Вариации» А.Моравиа первая режиссёрская работа (неосуществлённая постановка)
- 1983 — «Мой любимый клоун» В.Ливанова
- 1985 — «Живой труп» Л.Н.Толстого
- 1990 — «Дикарка» А.Н.Островского и Н.Я.Соловьёва
- 1997 — «Свадьба Кречинского» мюзикл А.Колкера по мотивам пьесы А.В.Сухово-Кобылина
- 2001 — «Иванов» А.П.Чехова

## Фільмографія
Акторські роботи:
- «Перший тролейбус» (1963, член бригади (немає в титрах)
- «Вулиця Ньютона, будинок 1» (1963, Боярцев, студент-філолог)
- «Застава Ілліча» (1964, випускник, який кидає пляшку в Москва-ріку)
- «Голова»/рос. «Председатель» (1964, Валєжин, лікар; реж. О. Салтиков)
- «Кохана» (1965, Володя Левадов; реж. Р. Вікторов)
- «Старша сестра» (1966, Кирило; реж. Г. Натансон)
- «Жінки» (1966, Женя, син Катерини; реж. П. Любимов)
- «Народженому жити» (1966, фільм-спектакль)
- «Випадок у готелі» (1967, фільм-спектакль; худий; реж. О. Прошкін, Л. Ішимбаєва)
- «Міцний горішок» (1967, Іван)
- «Бабине царство» (1967, Костя Лубенцов; реж. О. Салтиков)
- «Подія, яку ніхто не помітив» (1967, Толя; драматург і реж. О. Володін)
- «Біг інохідця» (1968, текст від автора)
- «Зінка» (1969, к/м, Василь)
- «До нових берегів» (1969, фільм-спектакль; Модест Петрович Мусоргський)
- «На березі Неви» (1970, фільм-спектакль)
- «Сонце на стіні» (1970, фільм-спектакль; Андрій Ястребов, робітник, шофер; реж. К. Худяков, Т. Татарашвілі)
- «Салют, Маріє!» (1970, Сева Чудреєв; реж. Й. Хейфіц)
- «Попереду день» (1970, Валентин Разорьонов; реж. П. Любимов)
- «У нас на заводі» (1970, Микола Старков; реж. Л. Агранович)
- «Даурія» (1971, Роман Улибін; реж. Віктор. Трегубович)
- «Розкажи мені про себе» (1971, Льончик Піменов)
- «Сторінка життя» (1972, Борис; реж. К. Худяков)
- «Останні дні Помпеї» (1972, Аркадій Степанов)
- «Ось моє село» (1972, Дмитро Миколайович, директор школи)
- «Відкриття» (1973, Андрій Сергійович Юришев / Дмитро Каточкін)
- «Аварійне становище» (1973, Дмитро Миколайович, директор школи)
- «Дім Островського» (1974, фільм-спектакль; Іполит (уривок зі спектаклю «Правда добре, а щастя краще»)
- «Хлопчик зі шпагою» (1975, Олег Петрович Московкін, керівник «Еспади»)
- «Весілля Кречинського» (1975, телеспектакль; Володимир Дмитрович Нелькін; реж. Марія Муат, Леонід Хейфец)
- «Вишневий сад» (1976, телеспектакль; Яша, молодий лакей; реж. Леонід Хейфец)
- «Стрибок з даху» (1977, Кирило Косичкін, бухгалтер-фінансовий ревізор)
- «Горе з розуму» (1977, телеспектакль Малого театру; Олександр Андрійович Чацький)
- «Не все коту масляна» (1978, фільм-спектакль; Іполит, прикажчик Ахова)
- «Здається квартира з дитиною» (1978, хлопець з трубою)
- «Сибіріада» (1978, Микола Устюжанін; реж. А. Кончаловський)
- «Мамуре» (1979, телеспектакль Малого театру; Франкер (професор Маркус)
- «Кажан»/ рос. «Летучая мышь» (1979, Генріх Айзенштайн, чоловік Розалінди, барон (співає Володимир Барляєв); реж. Ян Фрід)
- «Шерлок Холмс і доктор Ватсон» (1979, доктор Ватсон; реж. І. Маслєнніков)
- «Квітка запашна прерій» (1979, фільм-спектакль; Герман)
- «Хто заплатить за удачу» (1980, Сергій Кусков, революційний матрос; реж. К. Худяков)
- «Приключения Шерлока Холмса и доктора Ватсона: Король Шантажа. Смертельная Схватка. Охота на тигра» (1980, доктор Ватсон; реж. І. Маслєнніков)
- «Пригоди Шерлока Холмса і доктора Ватсона: Собака Баскервілів» (1981, доктор Ватсон; І. Маслєнніков)
- «Змова Фієско у Генуї» (1980, телеспектакль Малого театру; Фієско)
- «Сільва» (1981, граф Боніфаціус «Боні» Канчіану (співає Борис Смолкін); реж. Ян Фрід)
- «Дорогі мої москвичі» (1981, закадровий вокал (виконання пісні «Була війна»)
- «Таємниця записної книжки» (1981, закадровий вокал (виконання «Пісні про дружбу» на вірші Р. Рождественського)
- «Межа бажань» (1982, закадровий вокал (виконавець пісні на вірші Б. Пастернака «Побачення»)
- «Літні прогулянки» (1982, фільм-спектакль; Борис Куликов; реж. Леонід Хейфец, В. Чириков)
- «Бій на перехресті» (1982, гість в домі Вільєгорського, який виконує романс)
- «Людина, яка закрила місто» (1982, Крот, начальник експертного відділу, відрядний з Москви; реж. О. Гордон)
- «Пікова дама» (1982, Томський; реж. І. Маслєнніков)
- «Пригоди Шерлока Холмса і доктора Ватсона: Скарби Агри» (1983, доктор Ватсон; реж. І. Маслєнніков)
- «Повернення з орбіти» (1983, інженер В'ячеслав Мухін; реж. О. Сурін, Кіностудія ім. О. Довженка)
- «Смуга везіння» (кіноальманах Молодість, випуск 5-й) (1983, Ключарьов)
- «Межа можливого» (1984, 5-серійний т/ф; Ігнат Матвійович Ремез)
- «Зимова вишня» (1985, Вадим Дашков; реж. І. Маслєнніков)
- «Щиро Ваш…» (1985, Павло Добринін; реж. А. Сурикова)
- «Ревізор» (фільм-спектакль Малого театру; Іван Олександрович Хлєстаков)
- «Він, вона та діти» (1986, В'ячеслав Михайлович)
- «Мій улюблений клоун» (1986, телеспектакль Малого театру; Сергій Синіцин; реж. Віталій Соломін)
- «55 градусів нижче нуля» (1986, Семен Михайлович Коновалов, начальник транспортного управління)
- «Пригоди Шерлока Холмса і доктора Ватсона: Двадцяте століття починається» (1986, доктор Ватсон; реж. І. Маслєнніков)
- «Цивільний позов» (1988, Афанасій Сергійович Черебець, заступник директора хімкомбінату)
- «Свєтік» (1989, Олексій Сергійович Каратигин, працівник історичної бібліотеки)
- «Рогоносець» (1990, чоловік, професор)
- «Зимова вишня 2» (1990, Вадим Миколайович Дашков; реж. І. Маслєнніков)
- «Ніч ігуани» (1991, телеспектакль Малого театру; Лоренс Шеннон; реж. Віталій Соломін, Н. Марусалова)
- «Чорний квадрат» (1992, Костянтин Дмитрович Меркулов; реж. Ю. Мороз)
- «Ми тільки знайомі» (1992, муз. фільм)
- «Сни про Росію» (1992, Шелехов, іркутський дворянин; Росія—Японія)
- «Дядя Ваня» (фільм-спектакль Малого театру; Михайло Львович Астров, лікар; реж. С. Соловйов)
- «Бранці удачі» (1993, джазовий контрабасист Сивий; а також його брат-близнюк, ватажок мафії провінційного містечка)
- «Тести для справжніх чоловіків» (1998, друг Олексія)
- «Спогади про Шерлока Холмса» (2000, доктор Ватсон; реж. І. Маслєнніков)
- «З новим щастям! 2» (2001, т/с, Костя Куропатов)
- «Зупинка на вимогу 2» (2001, т/с, слідчий Іщенко)
- «За лаштунками» (2002, т/с, Єрошин)
- «Казус Беллі» (2002, Михайло; реж. І. Угольников)
- «Весілля Кречинського» (2003, Кречинський; телеспектакль Малого театру; Михайло Васильович Кречинський; реж. Віталій Соломін, Олександр Четверкін)
- «Пан або пропав» (2003, т/с, Лешек Кшижановський, полковник, військовий аташе Польщі у Данії) — остання робота в кіно

### Озвучування фільмів
- «Острів скарбів» (1982, голос від автора (немає в титрах)
- «Неприторенні шахраї» (1988, США)
- «Дон Кіхот повертається» (1997, Болгарія—Росія)

### Режисер
- «Мій улюблений клоун» (1986, телеспектакль Малого театру)
- «Ніч ігуани» (1991, телеспектакль Малого театру; у співавт.)
- «Полювання» (1994, режисер-постановник і автор сценарію; за повістю повісті Є. Саліаса-де-Турнеміра «Крутоярська царівна»)
- «Весілля Кречинського» (2003, телеспектакль Малого театру; у співат. з Олександром Четверкіним)

## Цікаві факти
Віталій Соломін та його персонаж доктор Ватсон народилися в один день — 12 грудня.